# 新天安堂

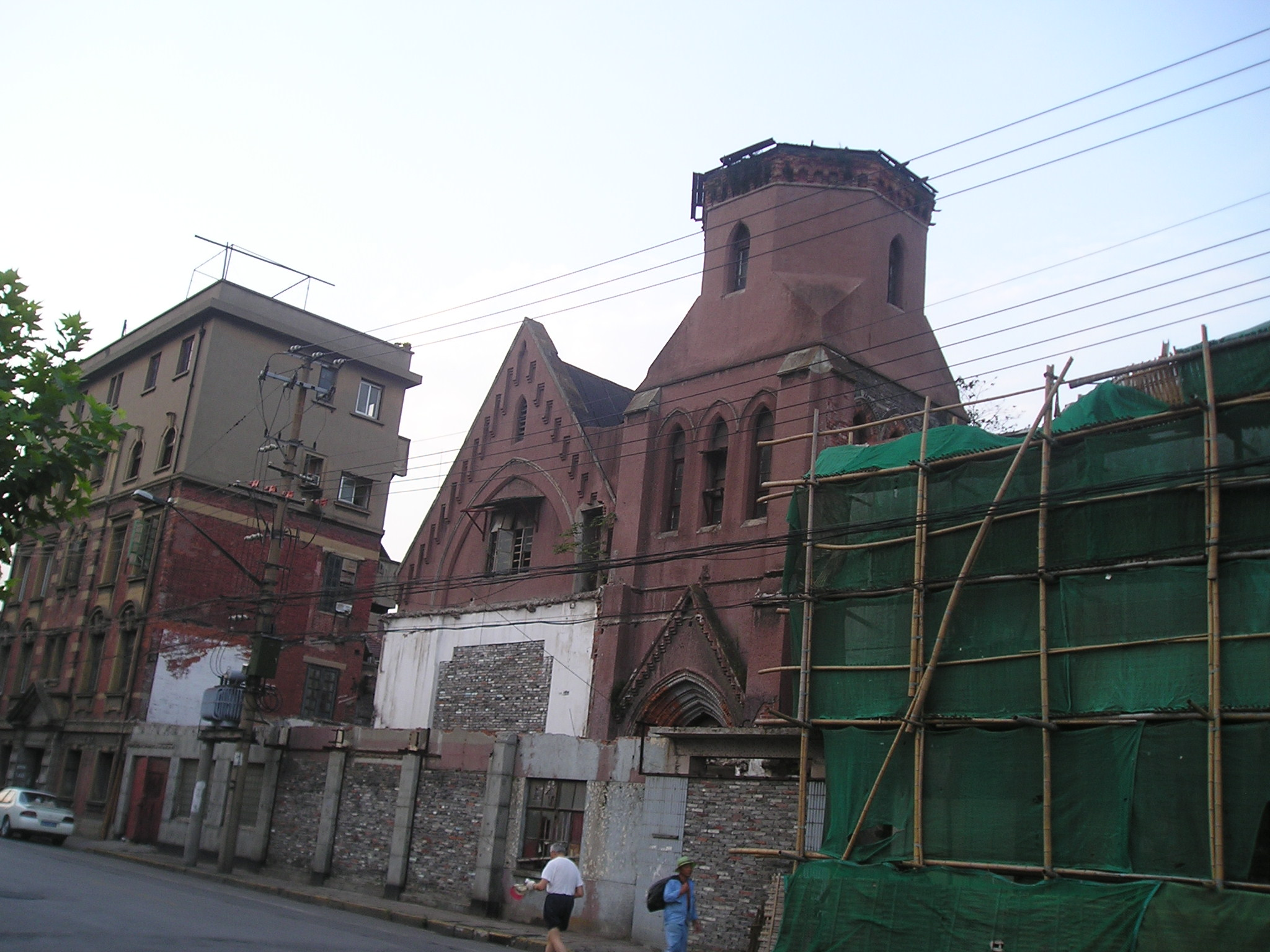
衰败不堪的新天安堂，2006年8月

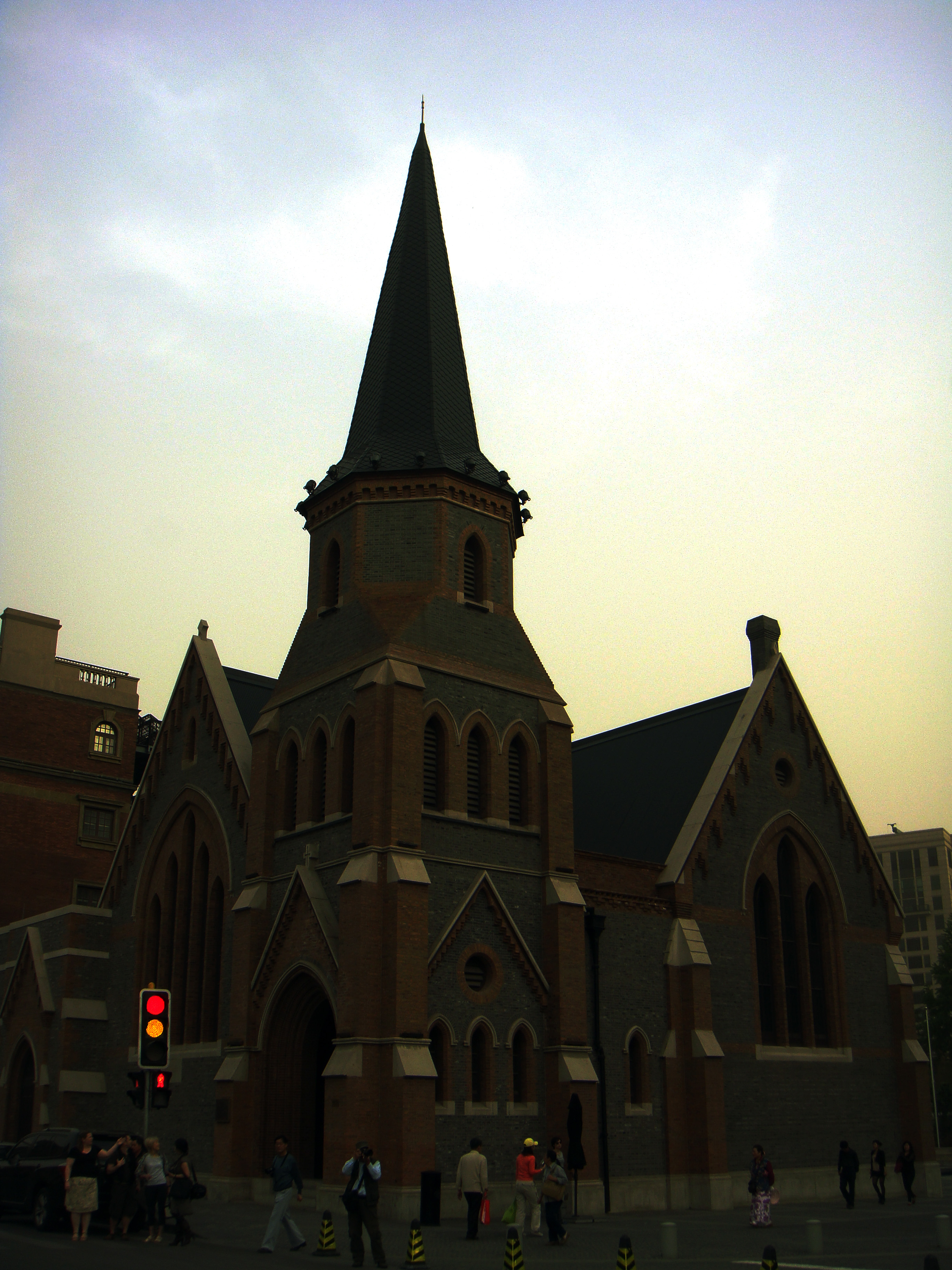
重建之后的新天安堂，2011年8月

新天安堂又稱聯合禮拜堂（Union Church），是中国上海一座已经废弃多年的老教堂，由旅沪英国侨民建于19世纪，在租界时期，该教堂是与圣三一堂齐名的旅沪外侨宗教与社交生活中心，也是中国近代史上诸多重要事件的发生地；在进入21世纪以后，它的重建计划以及2007年初的一场火灾，又再度引起人们的关注。

## 地理环境
新天安堂位于上海市中心的黄浦区南苏州路103號，面向北侧的苏州河，东侧与外滩33号，即原英国驻沪总领事馆相邻，西侧则紧邻圆明园路的北口，以及苏州河上的乍浦路桥。新天安堂所处的地段，是位于苏州河汇入黄浦江的河口段的南岸，正是上海租界乃至上海近代城市发展的起点，在2002年以后，这一区域被称为外滩源，上海市人民政府计划在这一区域进行一项野心勃勃的城市重建项目。

## 历史
新天安堂建成于1886年，当年是上海一座著名的侨民教堂，是旅沪英国侨民中，非英国国教信徒（圣公会以外其他教派信徒)的联合礼拜堂（因此称为Union Church），圣公会信徒拥有江西路上的圣三一堂。
1949年以后，英国侨民撤出上海，这座礼拜堂借给旅沪闽人堂使用。旅沪闽人堂是一个使用福州话的基督教堂会，没有建造自己的礼拜堂，自1905年成立以来一直借用教堂举行礼拜。1954年加入中华基督教会，为上海区会第十二堂会。陈文渊、吴高梓均曾为该堂牧师。1958年，上海市各基督教堂实行联合礼拜，将基督徒集中在少数教堂礼拜。这时闽人堂被并入黄浦区联合礼拜。新天安堂建筑被人民政府没收，钟楼上部的尖塔和西侧的礼拜堂被拆除，钟楼改为上海照明灯具厂的办公楼。照明灯具厂将教堂内部分成三层。    

## 建筑
新天安堂的设计师是英国建筑师道达尔（W.M.Dowdall），是当时上海极少数拥有英国皇家建筑师学会（RIBA）会员身份的正规建筑师之一。他为教堂确定的建筑风格为哥特复兴式，在中部设计了一座高达33米的钟塔（曾是苏州河南岸的制高点），在其东西两侧各有一个礼拜堂，因此教堂的总体平面呈双十字结构。教堂的外墙系青砖和红砖相间砌筑。
新天安堂的设计从整体到局部都相当精致，在当时获得很高的声誉。可惜后来遭到了破坏，早已面目全非：钟楼只剩下残缺的底部，西侧的礼拜堂早被拆毁，东侧的礼拜堂也在2007年的火灾中烧毁，只剩下四面的墙壁，和烧黑的屋架。

## 现状
2005年，灯具公司迁出，新天安堂被腾空，按照外滩源改造项目的规划，新天安堂将复原其尖塔，并计划恢复原有的用途。
2007年1月24日凌晨3时，一场大火烧毁了新天安堂残存的东侧礼拜堂，屋顶只剩下黑色的残木。2009年2月，新天安堂遗址被夷为平地，拆卸全部构件后进行“落架大修”。2010年上海世博会期间，重建完成，依原图纸重建了东侧礼拜堂和尖塔，當局打算將當地作为民政局颁发结婚证的地点。2021年，新天安堂成為一個名為「不止空间」的演艺空间，在這裡已舉辦過音樂會。

## 大事记
- 1890年，第二届在华传教士大会在上海举行，新天安堂是大会会场。[7]，
- 1900年9月28日，丁韪良在上海新天安堂发表演说。
- 1907年，第三届在华传教士大会在上海举行，新天安堂是大会会场之一
- 1920年，英国著名哲学家罗素在上海新天安堂演讲。

## 新天安堂与天安堂
新天安堂是一座侨民教堂，供多个教派的信徒使用。位于山东路仁济医院旁的天安堂则是一座面向华人的教堂，由伦敦会差会创设，后来在20世纪与国内其他伦敦会教堂一同加入中华基督教会，结束于1958年。